# 군림하는 왕가
제1차 세계 대전 이전에는 프랑스나 스위스 등을 제외한 대부분의 나라들이 군주제를 채택하였다. 그러나 2차례의 세계 대전을 거치면서 오스트리아와 독일, 러시아등 여러 나라가 공화국이 되었다. 현재 군림하는 왕가는 다음과 같다. 말레이시아의 경우엔 9개 주의 술탄이 5년씩 돌아가면서 국왕을 겸하며, 아랍 에미리트는 7개 지역에 독자적인 군주가 있다. 바티칸 시국은 교황이 다스리며, 안도라의 경우엔 스페인 우르헬의 주교와 프랑스 대통령(과거엔 프랑스 국왕)이 공동통치한다. 영국을 포함한 영국연방 16개 나라는 영국 국왕을 국가 원수로 모시고 있다.

## 왕가
- 그리말디 가문
  -  모나코
- 나사우바일부르크 가문
  -  룩셈부르크
- 노로돔 왕가
  -  캄보디아
- 다미니 왕가
  -  에스와티니
- 리히텐슈타인 가문
  -  리히텐슈타인
- 오라녜나사우 왕가
  -  네덜란드
- 말리에토아 왕가
  -  사모아
- 베르나도테 왕가
  -  스웨덴
- 부르봉 왕가
  -  스페인
- 볼키아 왕가
  -  브루나이
- 사우드 왕가
  -  사우디아라비아
- 슐레스비히홀슈타인존더부르크글뤽스부르크 왕가
  -  덴마크
  -  노르웨이
- 알라위 왕가
  -  모로코
- 알부 사이디 왕가
  -  오만
- 알 사바흐 왕가
  -  쿠웨이트
- 알 칼리파 왕가
  -  바레인
- 알 타니 왕가
  -  카타르
- 왕축 왕가
  -  부탄
- 윈저 왕가
  -  그레나다
  -  뉴질랜드
  -  바하마
  -  벨리즈
  -  세인트루시아
  -  세인트빈센트 그레나딘
  -  세인트키츠 네비스
  -  솔로몬 제도
  -  앤티가 바부다
  -  영국
  -  오스트레일리아
  -  자메이카
  -  캐나다
  -  투발루
  -  파푸아뉴기니
- 음슈웨슈웨 왕가
  -  레소토
- 작센코부르크고타 왕가
  -  벨기에
- 짜끄리 왕가
  -  태국
- 투푸 왕가
  -  통가
- 하심가
  -  요르단

## 같이 보기
- 군주제